# Il grande niente
Il grande niente è un album del 2006 del gruppo musicale Casa del vento.

## Tracce
1. Il grande niente – 3:42
2. Un giorno – 4:18
3. La meglio gioventù – 3:31
4. Ala sinistra – 3:57
5. Il fiore del male – 3:40
6. Per Le strade – 3:49
7. Finché il vento – 4:30
8. Illegale – 3:40
9. L'ultimo viaggio – 5:13
10. Sul confine – 3:52
11. L'amore infinito – 5:42
12. Piovono pietre – 3:49
13. Sempre in movimento – 3:31
14. Alla fine della terra – 3:09